# Geografia Saint Vincent i Grenadyn

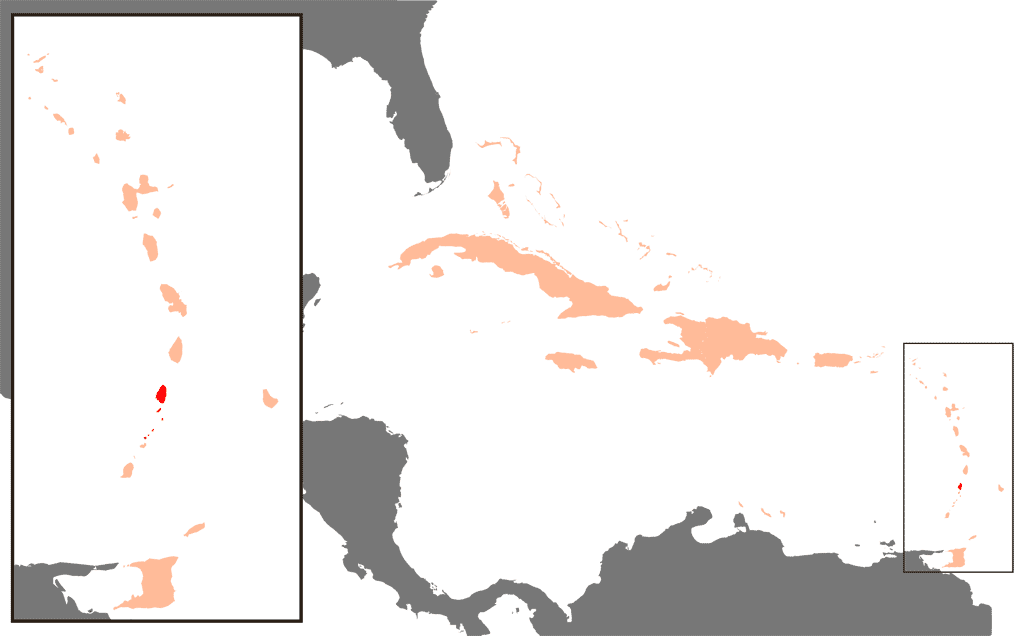
Położenie wysp

Saint Vincent i Grenadyny – jedno z najmniejszych państw świata, które leży na wyspach wchodzących w skład grupy Wysp Zawietrznych, leżących w archipelagu Małych Antyli w Ameryce Środkowej. Ten niewielki kraj cechuje się górzystym krajobrazem i tropikalnym klimatem. Wyspy zostały odkryte przez Krzysztofa Kolumba w 1498 roku.

## Powierzchnia, skrajne punkty i granice
Powierzchnia – 389 km².
Skrajne punkty: północny 13°26'N, południowy 12°38'N, zachodni 61°29'W, wschodni 61°07'W Archipelag ciągnie się na długości prawie 100 km.
Saint Vincent i Grenadyny poprzez wody terytorialne graniczą od południa z Grenadą, od północy z Saint Lucia, a od wschodu z Barbados. Od zachodu rozciągają się otwarte wody Morza Karaibskiego. 

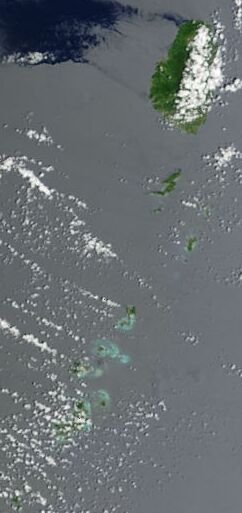
Zdjęcie satelitarne Saint Vincent i Grenadyn

Linia brzegowa – 84 km.

## Ukształtowanie poziome
Leżące pomiędzy Oceanem Atlantyckim, a Morzem Karaibskim wyspy to: największa wyspa Saint Vincent leżąca na północy i archipelag Grenadyn, z których większość to wyspy wchodzące w skład tego kraju, a te leżące na samym południu archipelagu jak np. Carriacou to wyspy należące do Grenady. Do Saint Vincent należą: Bequia, Canouan, Mayreau, Mustique, Isle Quatre i Baliceaux Island, oraz kilka innych mniejszych wysp. Wszystkie te wyspy ciągną się na długości około 70 km. Wszystkie wyspy wraz z Saint Vincent cechują się dość słabo rozwiniętą linią brzegową, którą urozmaicają jedynie niewielkie zatoki i kilka niewielkich przylądków. Wybrzeże jest w większości skaliste gdzie miejscami występują niewielkie klify. Resztę stanowią plaże, których część jest zagospodarowana.

## Budowa geologiczna i rzeźba
Saint Vincent i Grenadyny są państwem wchodzącym w skład antylskiego łuku wulkanicznego, a co za tym idzie, wyspy są pochodzenia wulkanicznego. Tak jak wszystkie wyspy Małych Antyli, Saint Vincent to wyspy młode, które w wyniki procesów wulkanicznych i sejsmicznych uległy wynurzeniu się z dna morskiego w okresie czwartorzędu. Główne skały budujące wyspy to pochodzące właśnie z czwartorzędu skały wulkaniczne, a na niektórych wyspa spotyka się pochodzące z trzeciorzędu wulkanity. Niewielkie obszary wysp zbudowane są także z kenozoicznych skał osadowych, gdzie głównie występują rafowe wapienie. Wyspy otaczają współczesne rafy koralowe. Saint Vincent leży w strefie aktywnej sejsmicznie.
Wszystkie wyspy są mniejszym lub w większym stopniu górzyste. Wyspa Saint Vincent posiada typową rzeźbę górską, a najwyższy szczyt - Soufrière wznosi się na 1 234 m n.p.m. i jest wulkanem czynnym. Mniejszym wulkanem jest wznoszący się na tej samej wyspie - Richmond Peak o wysokości 1074 m n.p.m. Obszary nizinne ograniczają się do strefy wybrzeża. Wyspy cechują się urozmaiconą rzeźbą terenu, gdzie obszarów płaskich jest niewiele. 

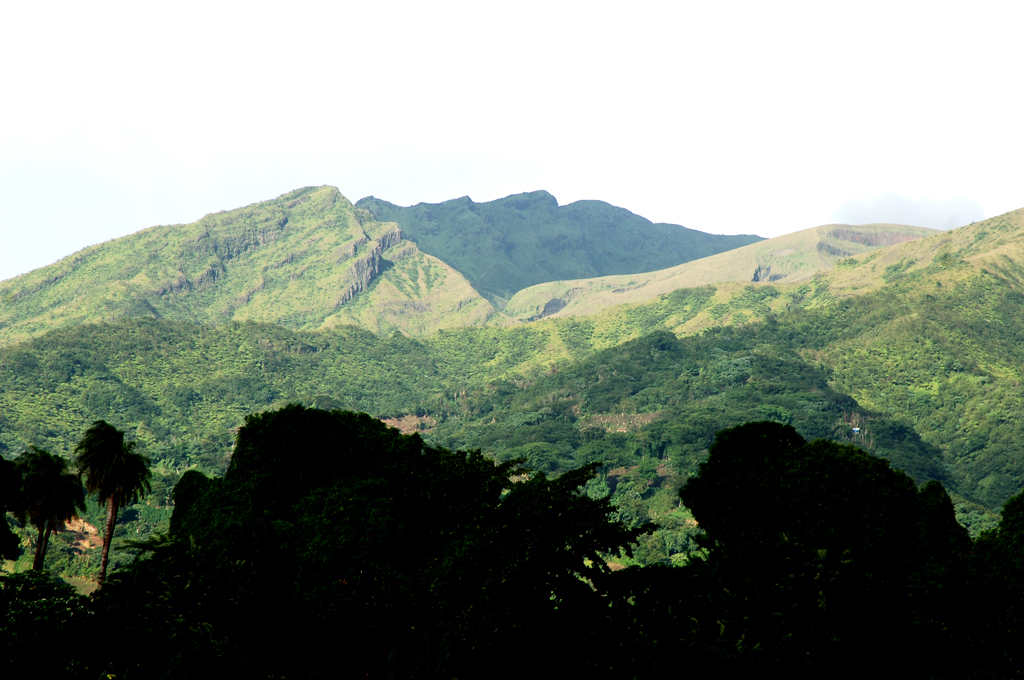
Wulkan Soufrière

## Klimat
Saint Vincent i Grenadyny leżą w strefie klimatu równikowego, gdzie wpływ na pogodę mają północno-wschodnie pasaty i ciepłe prądy morskie oblewające wyspy. 
Temperatury przez cały rok są wysokie, typowe dla obszarów o klimacie równikowym. Średnie wartości wynoszą od 22 °C do 28 °C. Nie występują wartości ekstremalne, ale wyspy charakteryzują się pewnymi wahaniami termicznymi i czasami temperatura przekracza 30 °C, osiągając niekiedy średnią wartość dobową 32 °C. W górach średnia roczna jest niższa do 3-4 °C i najniższe wartości to około 18 °C, Dobowe wahania są niewielkie.
Opady wysokie, typowe dla klimatu równikowego. Najmniejsze wartości występują na nizinnych obszarach nadbrzeżnych to 1500 mm rocznie, zaś wyżej opady dochodzą do 3000 mm rocznie. Występują dwie pory roku: deszczowa i sucha, trwające po pół roku. W trakcie pory suchej, także występują opady deszczu. Wyspy leżą w regionie nawiedzanym przez huragany, które występują późnym latem i jesienią. 

## Wody
Na wyspie Saint Vincent istnieje gęsta sieć krótkich rzek, o górskim charakterze. Większość rzek ma postać potoków, liczne są bystrzyny i kaskady. Największą rzeką jest Colonarie wpadająca do Atlantyku. Występują gorące źródła wód mineralnych. Brak jezior. Na pozostałych wyspach sieć rzeczna jest uboga, lub nie występuje w ogóle. Rzeki cechują się dużą zmiennością wodostanu.

## Gleby
Wyspy należą do karaibskiej krainy glebowej. Przeważają czerwone gleby feralitowe, które cechują się wysokim poziomem żyzności. Żyzność gleb wynika z wulkanicznego charakteru wysp. 

## Flora i fauna
Wyspy porasta roślinność podzwrotnikowa i równikowa, która jest dobrze zachowana. Lasy zajmują 36% powierzchni kraju i większość z nich to lasy tropikalne wiecznie zielone. Powszechne są różne gatunki palm, oraz roślin krzewiastych i licznych gatunków kwietnych. Wokół wysp rosną rafy koralowe. 
Świat zwierząt należy do antylskiej krainy neotropikalnej. Brak dużych ssaków, liczne są małpy i gryzonie aguti i wiele innych drobnych gatunków zwierząt. Bogaty jest świat ptaków, głównie morskich. Liczne są gady i skorupiaki. W wodach morskich występują rekiny i wiele gatunków ryb.